# فيدو ديدو
فيدو ديدو أو فايدو دايدو (بالإنجليزية: Fido Dido) هو شخصية رسوم متحركة أنشئت من قبل جوانا فيروني وسو روز.

## تاريخ
قامت روز برسم الشخصية لأول مرة في عام 1985 على منديل في مطعم. توصلت فيروني إلى اسم الشخصية وهي في طريقها إلى العمل في اليوم التالي. قام الاثنان لاحقًا بطباعة اسم فيدو على القمصان. أصبحت هذه القمصان ذات شعبية كبيرة في نيويورك.

### شخصية المشروبات الغازية
تم ترخيص فيدو ديدو لشركة بيبسيكو في عام 1988 ولكن الشخصية لم تحظ باهتمام كبير أو شعبية حتى أوائل التسعينيات، عندما ظهر على العديد من المنتجات، خاصة القرطاسية وإعلانات سفن أب. في وقت لاحق تم استبداله بـ كوول سبوت باعتباره التميمة التجارية لسفن أب. نظرًا لأن بيبسيكو ليس لديها حقوق سفن أب في الولايات المتحدة (حيث أنها منتج من مجموعة دكتور بيبر سنابل)، فقد تم استخدام فيدو ديدو بدلاً من ذلك للترويج لمشروب سلايز. ظهر فيدو ديدو مرة أخرى في عقد 2000 على العلب والإعلان عن سفن أب حول العالم. 
في عام 2018، عاد فيدو ديدو إلى الظهور على علب المشروبات.

## روابط خارجية
- الموقع الرسمي
- معلومات موجزة عن مصدات فيدو أثناء العروض التلفزيونية لصباح يوم السبت لشبكة سي بي إس، من بلاتيبس كوميكس.
- فيدو ديدو/لغز دعابة الدماغ سفن أب نسخة محفوظة 13 مايو 2013 على موقع واي باك مشين.